# De Hertgang
Opleidingscentrum de Hertgang, kortweg de Hertgang, is het trainings- en opleidingscomplex van de professionele voetbalclub SC Cambuur uit Leeuwarden. De naam is gekozen met een knipoog naar het trainingscomplex van PSV, De Herdgang en verwijst naar het trotse hert in het clubembleem van SC Cambuur.

## Faciliteiten
Het complex bestaat uit drie voetbalvelden en twee trainingsvelden. Het hoofdveld is uitgerust met een overdekte zittribune voor 200 personen. Daarnaast beschikt het complex over een kantine en een sporthal met een medische ruimte en een fitnessruimte. Voor de jeugdspelers is er ook voorzien in een studieruimte voor huiswerk.

## Gebruikers

##### De vorige gebruiker
Een van de grootste Leeuwarder amateurvoetbalclubs, voor veld- en zaalvoetbal, de Christelijke Voetbal Vereniging Blauw Wit '34 heeft decennialang gebruikgemaakt van de velden en faciliteiten behorend bij dit complex. In die tijd stond  de locatie bekend onder de naam 'Sportcomplex de Greuns', genoemd naar de wijk waar het complex zich bevindt. Blauw Wit '34, sinds 2007 spelend in de eerste klasse, is verhuisd naar Zuiderburen, het meest recente uitbreidingsgebied van Leeuwarden, ten zuiden van de stad.

##### De huidige gebruikers
Het complex wordt gebruikt voor trainingen van de selectie van SC Cambuur en is het opleidingscentrum voor de jeugd- en meisjesteams. Ook wordt het hoofdveld weleens gebruikt voor oefenwedstrijden van SC Cambuur. Daarnaast zijn er regelmatig activiteiten met een openbaar karakter, zoals de 'Open dag van SC Cambuur BVO' (augustus 2008), de 'Open talentendag voor meisjes' (februari 2009) en 'De Talentendag' (oktober 2009).

## Locatie
Het complex aan de Jachthavenlaan ligt tussen zuivelbedrijf Friesland Foods (tegenwoordig: Royal FrieslandCampina) en de Leeuwarder Jachthaven (de grootste overdekte jachthaven van West-Europa) in Leeuwarden-Oost. Het complex ligt hemelsbreed nog geen kilometer van het Cambuurstadion.

##### Tijdelijke situatie
Het sportcomplex kan door SC Cambuur gebruikt worden zolang de uitbreidingsplannen van Royal FrieslandCampina nog niet concreet zijn. Naar verwachting zal dit nog enkele jaren duren.

##### Toekomst (vanaf 2013)
In juni 2009 heeft SC Cambuur plannen gepresenteerd aan de gemeente Leeuwarden voor de bouw van een nieuw stadion achter de WTC Expo (de voormalige Frieslandhallen). Het is nog niet bekend of de jeugd hier ook een plaats zal krijgen.

## Wedstrijden van SC Cambuur op de Hertgang
| Datum & tijd      | Thuis      | Uit                  | Uitslag | Doelpuntenmaker(s) SC Cambuur                          |
| ----------------- | ---------- | -------------------- | ------- | ------------------------------------------------------ |
| 15/07/2008, 19:30 | SC Cambuur | Excelsior Rotterdam  | 2-2     | Rudy Jansen, Ruud ter Heide                            |
| 01/08/2008, 19:30 | SC Cambuur | Falkirk FC           | 1-0     | Ruud ter Heide                                         |
| 15/07/2009, 19:00 | SC Cambuur | Hartlepool United FC | 4-2     | Sandor van der Heide 2x, Ruud ter Heide, Nassir Maachi |